# Hémoculture
 (mai 2013).
Si vous disposez d'ouvrages ou d'articles de référence ou si vous connaissez des sites web de qualité traitant du thème abordé ici, merci de compléter l'article en donnant les références utiles à sa vérifiabilité et en les liant à la section « Notes et références ».

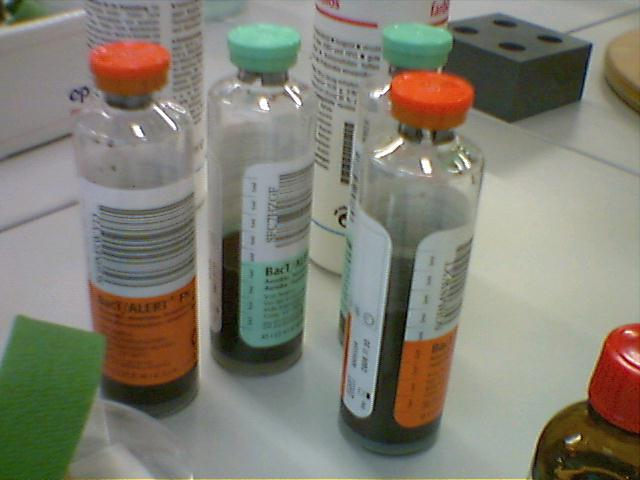
Flacons d'hémoculture

Une hémoculture (abrégé couramment en « hémoc' ») est un examen sanguin essentiel en infectiologie. Il consiste en un prélèvement de sang veineux, qui est ensuite mis en culture afin d'y rechercher des microorganismes. Il est effectué si possible avant la mise en route d'une antibiothérapie. On réalise en général 3 prélèvements différents, à quelques heures d'intervalle, effectués si possible au moment d'un pic d'hyperthermie ou d'hypothermie ou lors de frissons qui signent une décharge bactériémique.
L'hémoculture consiste donc à mettre en culture un échantillon de sang, afin d'identifier un ou plusieurs germes. La présence de germes signe une bactériémie. Une bactériémie peut s'accompagner d'un sepsis, dont la forme la plus grave est le choc septique. L'hémoculture permet également de réaliser un antibiogramme sur le germe retrouvé, et oriente ainsi le médecin dans le choix du traitement antibiotique.
Il est parfois nécessaire d'indiquer au laboratoire le type de germe recherché comme pour la listériose, les mycobactèries, les bactéries à croissance lente ou difficile (Brucella, Campylobacter, Legionella, Mycoplasme ureaplasma, Leptospira, Groupe HACEK, Streptocoques déficients, Bartonella), les levures et moisissures, car le germe en cause nécessite alors un milieu de culture spécifique (Bactec, Isolator…) et ne poussera pas sur les milieux usuels conventionnels.

## Technique
Le sang est normalement stérile. Le prélèvement de sang veineux se fait le plus souvent dans la veine située au pli du coude.
Ce prélèvement doit être fait dans des conditions d'asepsie rigoureuses, au risque de fausser l'examen en contaminant le sang avec des germes parasites (par exemple si des germes se trouvant sur la peau se retrouvent dans l'échantillon, on parlera de souillure ou de contamination). 
Le sang prélevé est introduit (ensemencé) dans des flacons spéciaux, deux types de flacons sont ensemencés, un flacon aérobie et un flacon anaérobie (sans oxygène), permettant ainsi de détecter les germes aérobies et anaérobies.
Ces flacons sont ensuite mis dans une étuve à 37 °C, et si un automate n'est pas utilisé, leur aspect sera régulièrement vérifié pour contrôler l'absence ou la présence de germe (recherche d'un trouble, de petites colonies sur le tapis de globules rouges au fond, disque moiré sous la surface, etc.). En général, on « repique » également ces flacons, c'est-à-dire qu'on en ensemence quelques gouttes sur des géloses nutritives riches, généralement 24 et / ou 48 h après le prélèvement. On garde les cultures en moyenne une quinzaine de jours. Si on utilise un automate, les flacons sont testés toutes les quelques minutes pour déceler des signes de présence bactérienne (acidification, diminution de l'oxygène ou présence de CO2). En cas de détection de bactéries une alerte est donnée pour que les flacons soient rapidement pris en charge par un technicien.

## Résultats

### Résultat normal ou négatif
Les différentes hémocultures sont stériles, aucun germe n'est retrouvé. 
- Une hémoculture négative ne veut pas forcément dire qu'il n'existe pas d'infection, mais cela indique qu'à l'instant précis où le prélèvement a été pratiqué il n'y avait pas de germes dans le sang.
- Ou alors que le germe responsable de l'infection a des exigences de cultures très particulières et qu'il ne pousse pas dans les milieux de cultures usuels. Le résultat est alors faussement négatif. Seules les bactéries et les champignons poussent dans les hémocultures ; un virus ne peut pas être isolé avec cette technique.
- Une antibiothérapie préalable au prélèvement peut également donner un résultat faussement négatif.

### Résultat anormal ou positif
Les cultures ne sont pas stériles, un germe est retrouvé.
En cas de culture positive, il faut effectuer des repiquages pour identifier précisément le germe en cause. Une fois isolé, il faut alors tester la sensibilité de ce germe à une batterie de différents antibiotiques, c'est ce que l'on appelle l'antibiogramme.
On retrouve le germe généralement en seulement quelques jours, mais parfois il pousse plus lentement, soit parce que le patient a été traité par des antibiotiques antérieurement au prélèvement, soit parce qu'il s'agit de germes à croissance lente.
Devant des hémocultures positives, on se retrouve devant plusieurs cas de figures, toujours à interpréter en fonction de la clinique :
- hémocultures positives avec un seul germe retrouvé : si c'est une bactérie pathogène spécifique, le résultat est significatif que si l'on ne trouve ce germe sur un ou plusieurs flacons ;
- hémocultures positives avec un seul germe retrouvé : si c'est une bactérie pathogène opportuniste, le résultat sera significatif si on le retrouve sur plusieurs flacons, mais on conclura à une contamination probable si on ne le retrouve que sur un flacon, et en particulier s'il s'agit de staphylocoques à coagulase négative, de micrococcus, de corynébactérie entre autres ;
- hémocultures positives avec isolement de plusieurs germes : terrain débilité (déficit immunitaire, cirrhose, etc.), foyer infectieux digestif ou cutané, cholécystite (polymicrobisme habituel), contamination lors du prélèvement à cause d'une mauvaise technique (très fréquent).